# Wendy the Good Little Witch
Wendy the Good Little Witch es el personaje de las tiras cómicas de Harvey Comics, Wendy fue introducido como una característica de copia de seguridad, así como un compañero para Casper, en Casper the Friendly Ghost #20, mayo de 1954. Pronto, ella se probó en Harvey Hits, protagoniza con #7.  Después de un total de seis partidos, recibió su propio título, Wendy the Good Little Witch, en 1960. Otros títulos complementarios que ofrecen la joven bruja agradable incluyen Wendy Witch World (octubre de 1961 a septiembre de 1974), y Casper and Wendy (septiembre de 1972 a noviembre de 1973). Otro Wendy the Good Little Witch la cómica funcionó entre abril de 1991 y agosto de 1994, y un tres-ediciónes Wendy and the New Kids on the Block sierra de impresión en 1991.

## Apariciones

### Televisión y Películas
- Which is Witch (1958)
- The New Casper Cartoon Show (1963)
- Casper Meets Wendy (1998)
- The Simpsons (2007): En el episodio Husbands and Knives, Wendy hizo un cameo en la versión de la historieta titulado La Muerte de Casper en la nueva tienda de historietas Coolsville.

### Videojuegos
- Wendy: Every Witch Way (2001)
- Casper: Midnight Mansion (2009)

### Historietas
- Casper: The Friendly Ghost (1952) (Harvey)
- Spooky (1955) (Harvey)
- Casper: The Friendly Ghost (1955) (Associated Newspapers)
- Casper's Ghostland (1958) (Harvey)
- Casper: The Friendly Ghost (1958) (Harvey)
- Wendy the Good Little Witch (1960) (Harvey)
- Spooky Spooktown (1961) (Harvey)
- Wendy Witch World (1961) (Harvey)
- Tuff Ghosts Starrings Spooky (1962) (Harvey)
- Nightmare & Casper (1963) (Harvey)
- TV Casper and Company (1963) (Harvey)
- Casper and Nightmare (1964) (Harvey)
- Astro Comics (1968) (Harvey)
- Spooky Haunted House (1972) (Harvey)
- Casper and Wendy (1972) (Harvey)
- Casper Space Ship (1972) (Harvey)
- Casper and Spooky (1972) (Harvey)
- Casper and the Ghostly Trio (1972) (Harvey)
- Casper in Space (1973) (Harvey)
- Friendly Ghost Casper: Tales of Wonder (1974) (Tempo Books)
- Casper: Fun and Fantasy (1976) (Tempo Books)
- Friendly Ghost Casper: The Wishing Cake and Other Stories (1977) (Tempo Books)
- Casper and... (1987) (Harvey)
- Wendy The Good Little Witch (1991) (Harvey)
- Casper and the Spectrals (2009) (Ardeen Entertainment)
- Harvey Comics Treasury (2010) (Dark Horse Comics)

- Datos: Q10321796